# Joventut Republicana de Lleida
Joventut Republicana de Lleida fou una organització juvenil catalana d'ideologia republicana fundada a Lleida el 1901. Era dirigida per Humbert Torres, Alfred Perenya, Jaume Magre i Ubach, Ricard Palacin i Soldevila, Antoni Puch i Ferrer i Josep Estadella i Arnó. El seu portaveu fou L'Ideal.
Mercès als oficis de Lluís Companys, que n'era membre, el 1917 s'uní a altres partits per a formar el Bloc Republicà Autonomista i més tard el Partit Republicà Català. Després de la Conferència d'Esquerres de 1930 els seus membres s'integraren dins d'Esquerra Republicana de Catalunya.
També es dedicà a la pràctica esportiva, amb la creació del Futbol Club Joventut Republicana, entitat que construí el Camp d'Esports de Lleida, instal·lació que posteriorment fou utilitzada per la resta de clubs de la ciutat.